# Distrito de Kontorhaus

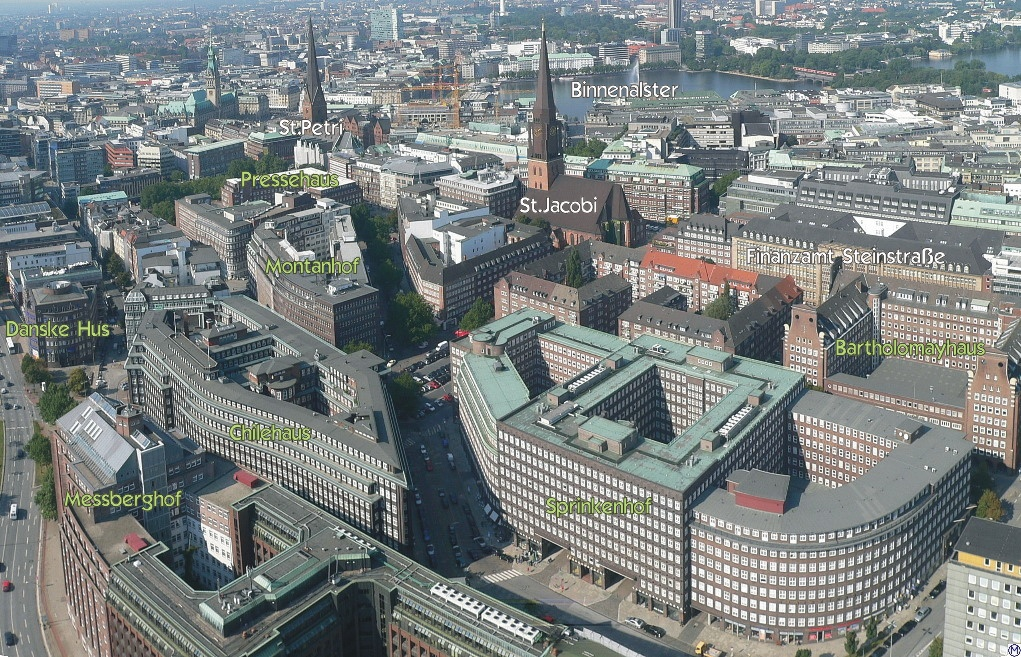
Vista aérea del distrito de Kontorhaus

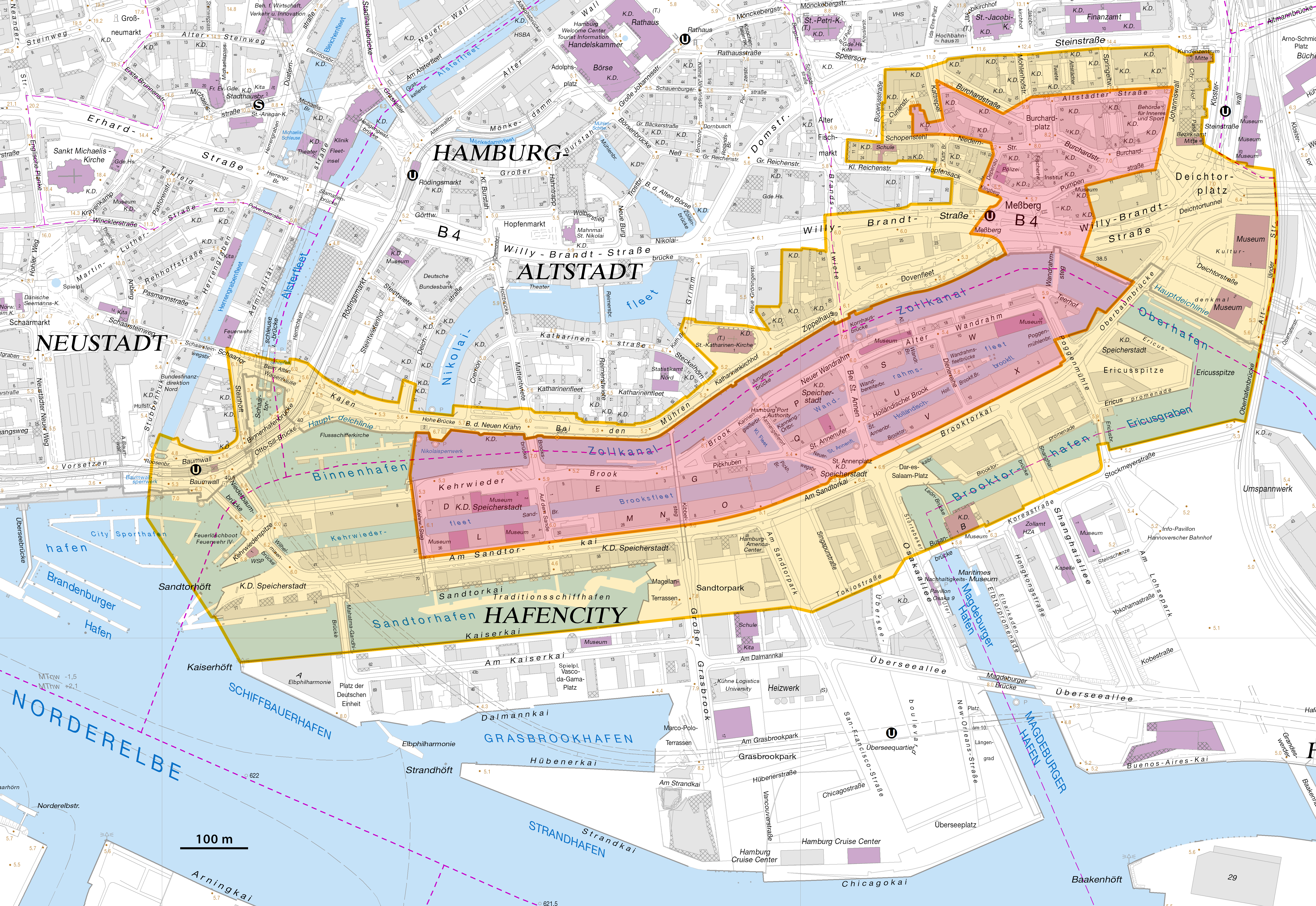
Mapa del distrito de Speicherstadt y Kontorhaus

El distrito de Kontorhaus es la parte sureste de Altstadt, Hamburgo, entre Steinstraße, Meßberg, Klosterwall y Brandstwiete. El paisaje urbano se caracteriza por grandes edificios de oficinas en el estilo del Expresionismo del ladrillo de principios del siglo XX.
Desde el 5 de julio de 2015, partes del distrito de Kontorhaus y el distrito adyacente de Speicherstadt han sido Patrimonio de la Humanidad por la UNESCO .

## Antecedentes históricos
Desde el siglo XVII, la zona está densamente edificada; el resultado fue el llamado Gängeviertel ("barrio de los corredores"), con muchas callejuelas estrechas. La densidad de los edificios aumentó aún más cuando hubo escasez de viviendas tras el incendio de Hamburgo de 1842. En 1892 estalló una epidemia de cólera y las malas condiciones higiénicas del barrio hicieron que la enfermedad se extendiera drásticamente, por lo que se decidió reurbanizar la zona: : 29 Como resultado, muchos habitantes fueron reasentados.
Fritz Schumacher, que desde 1909 era director de construcción y jefe de obra, se impuso en la replanificación del lugar; las crecientes necesidades de espacio de los prósperos comerciantes de Hamburgo debían satisfacerse con la construcción de grandes Kontorhouses, aunque inicialmente también se preveía un uso parcial como vivienda: :30 La Burchardplatz constituye el centro del complejo proyectado por Schumacher. : 182, 185 

## Arquitectura
Los edificios se construyeron principalmente con un esqueleto de hormigón armado. : 30  Los nuevos edificios debían ser diseñados individualmente. Los rasgos característicos son las fachadas de ladrillo clinker y los techos de cobre. Para que los cañones de la calle sean más abiertos en la parte superior, los pisos superiores suelen estar replegados respecto a la fachada principal de la casa. Los elementos decorativos de la fachada también son de ladrillo clinker; además, se utilizaron elementos (a menudo esculturas) de cerámica para el diseño, la mayoría de los cuales tienen relación con el comercio y la artesanía de Hamburgo

## Edificios notables
Uno de los edificios más famosos y pioneros desde el punto de vista arquitectónico, la Chilehaus, fue diseñada por el arquitecto Fritz Höger y construido entre 1922 y 1924. : 30  Debe su nombre a su propiedtario, el armador Henry B. Sloman, quien debía su fortuna al comercio con el salitre de Chile. : 30  El edificio se considera la principal obra del arquitecto y uno de los edificios más importantes del expresionismo del ladrillo clinker.
La Casa Miramar, el primer edificio terminado del Distrito Kontorhaus, fue construido en 1921/22 para la empresa comercial Miramar. : 185 El diseño fue obra del arquitecto Max Bach. : 185 Además de toques de expresionismo de ladrillo klinker, uno de los elementos estilísticos más destacados es la esquina redondeada de la casa. También son conocidas las esculturas de Richard Kuöhl en la zona de entrada, que representan las ramas profesionales más importantes de la floreciente economía de Hamburgo.
El Sprinkenhof fue construido entre 1927 y 1943 según los diseños de los arquitectos Hans y Oskar Gerson y Fritz Höger. : 31 El edificio que encerraba tres patios interiores era el complejo de oficinas más grande de Hamburgo en ese momento. : 31 El Sprinkenhof fue uno de los edificios cuyo diseño incluía originalmente apartamentos, pero que finalmente no se realizaron. Los elementos decorativos de la fachada fueron diseñados por Ludwig Kunstmann: : 31 
Entre 1924 y 1926 se construyó un edificio de oficinas para la empresa Dobbertin & Co. y Reederei Komrowski según los planos de los arquitectos Distel und Grubitz. : 31 El Montanhof se caracteriza por los típicos, y en este caso repetidamente, pisos superiores escalonados. La fachada del edificio de ladrillos clinker está decorada con numerosas decoraciones Art Deco. : 185 
Hans y Oskar Gerson diseñaron otro edificio en el barrio, el Meßberghof. : 30  : 183  : 117  En cooperación con Fritz Wischer, Max Bach construyó el edificio de oficinas "Hubertushaus". : 31  : 185 Otros dos edificios, el Altstädter Hof y el Bartholomayhaus fueron diseñados por Rudolf Klophaus. : 32  : 117, 137 El frontón ficticio de Bartholomayhaus, una reminiscencia de las antiguas casas de pueblo hanseáticas, ya se consideraba obsoleto en el momento de su construcción. Las esculturas de piedra arenisca del Altstädter Hof también fueron diseñadas por Richard Kuöhl, : 32 que también diseñó la escultura de Hermes, más grande que la vida : 185 en la entrada principal del "Mohlenhof", : 31 uno de los pocos edificios de oficinas que sobrevivió a la Segunda Guerra Mundial casi intacto. En la Pressehaus (casa de la prensa), hoy Helmut-Schmidt-Haus, otra obra de Klophaus, se instalaron varias editoriales.
Dos edificios formativos ya estaban construidos antes de la remodelación del barrio por parte de Schumacher: la casa de Schopenstehl 32, una casa construida originalmente en 1780 con un portal rococó, que fue integrada en un nuevo edificio por Arthur Viol en 1885-1888; : 28 y la comisaría de Klingberg, que linda directamente con la Casa de Chile. : 29 Los nuevos edificios, como el "Danske Hus" y el "Neue Dovenhof", que se construyeron en la década de 1990, siguen el estilo de los edificios de ladrillos clínker existentes. : 28 

## Galería

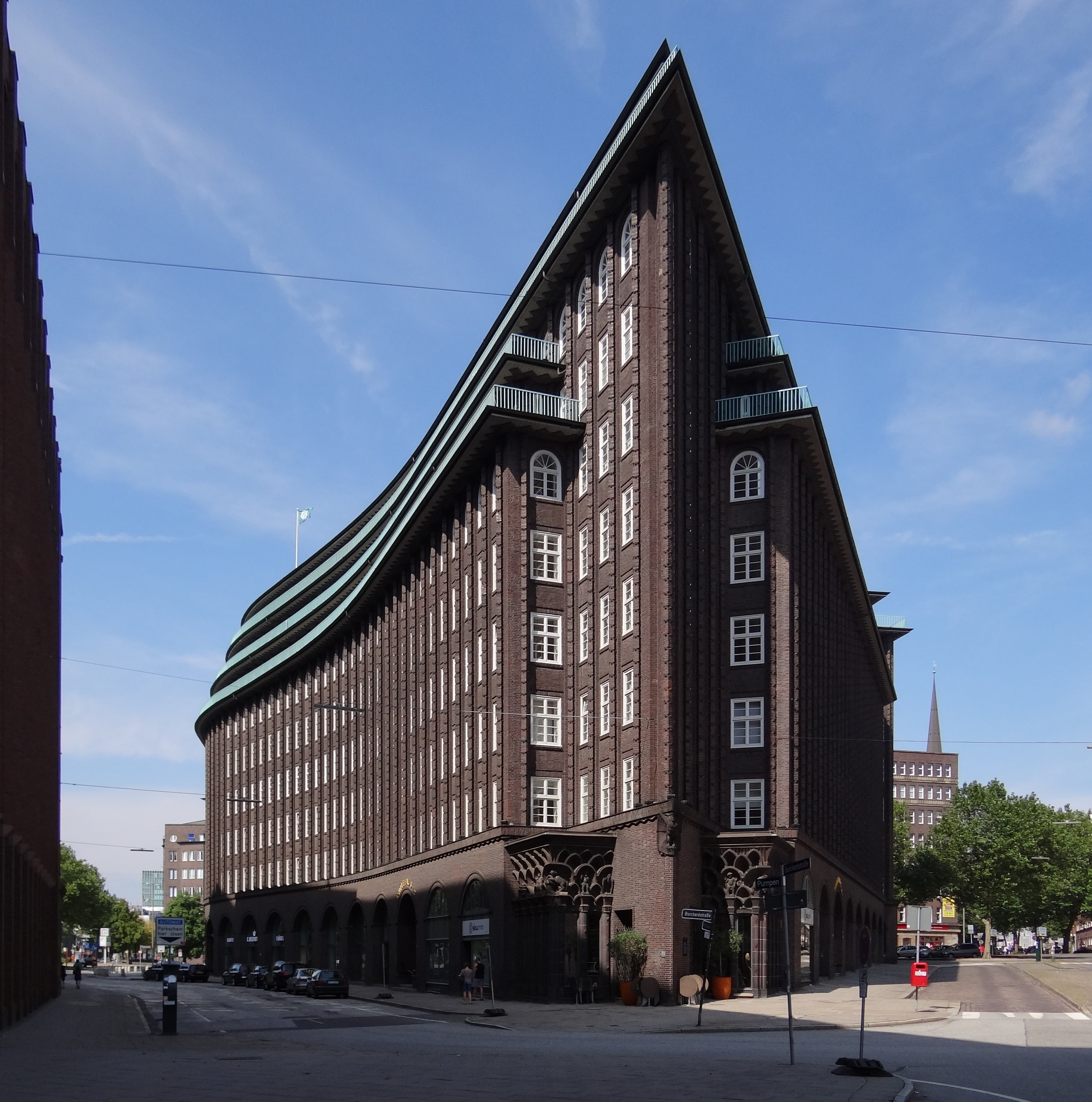
Chilehaus
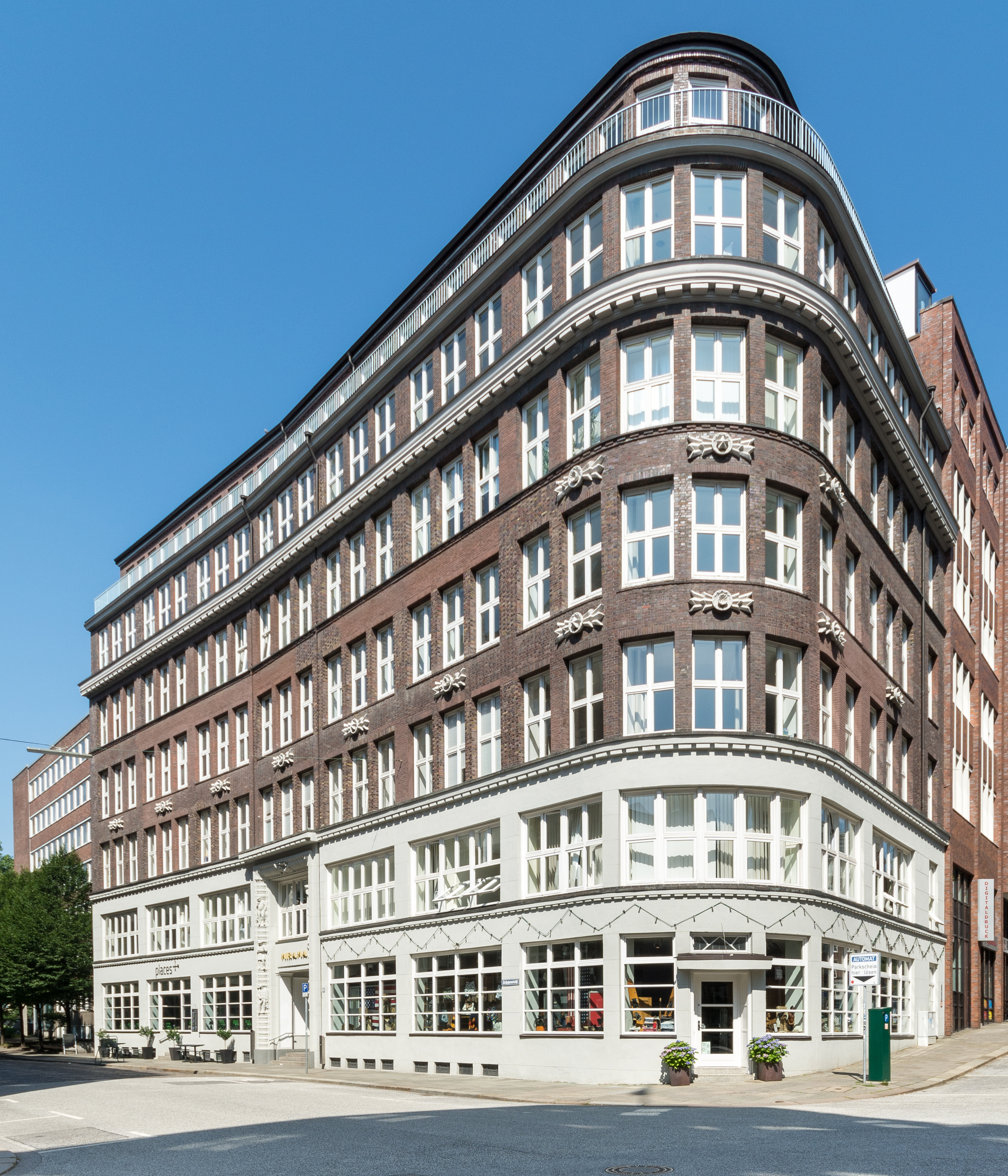
Miramarhaus
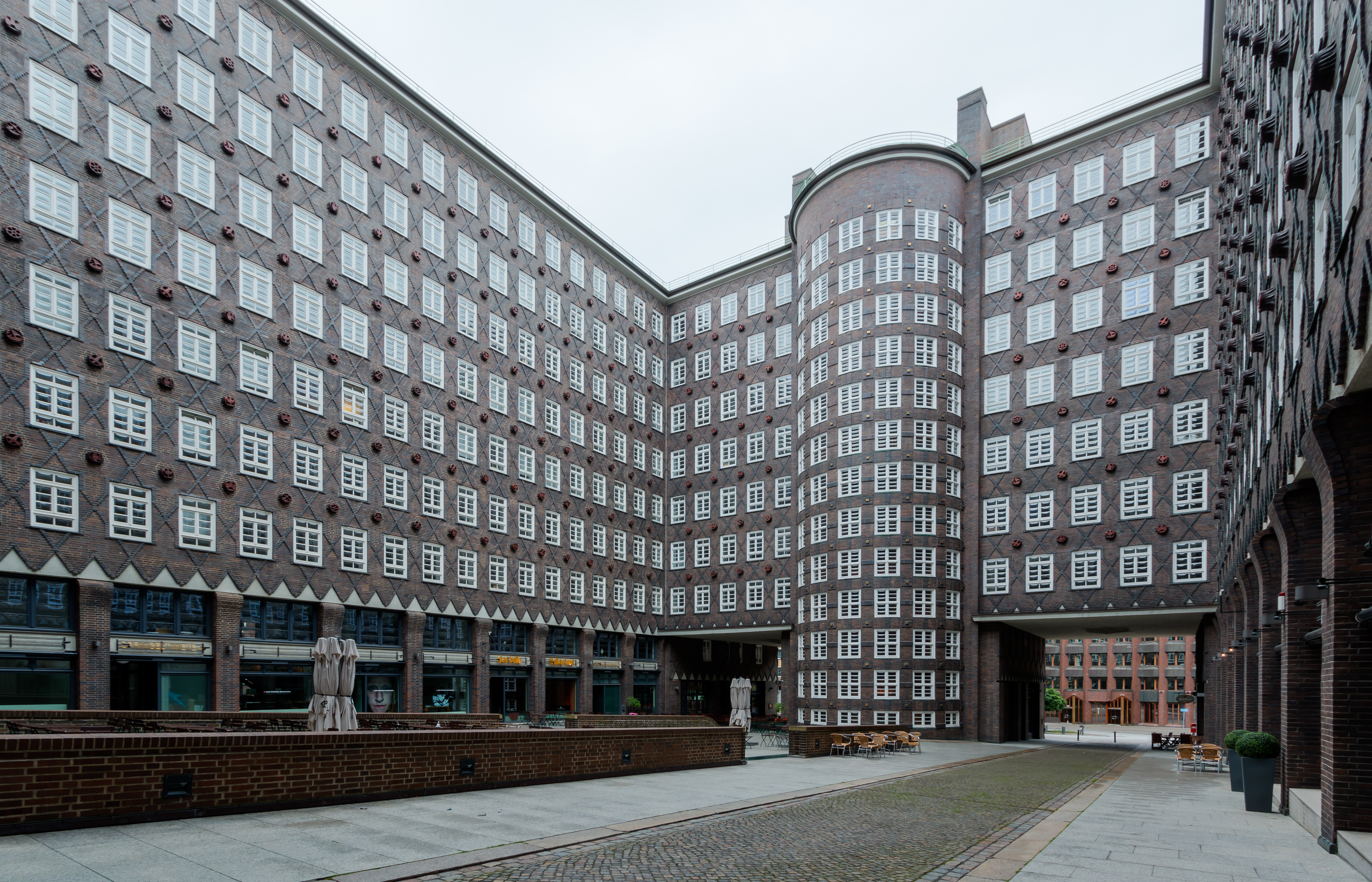
Sprinkenhof
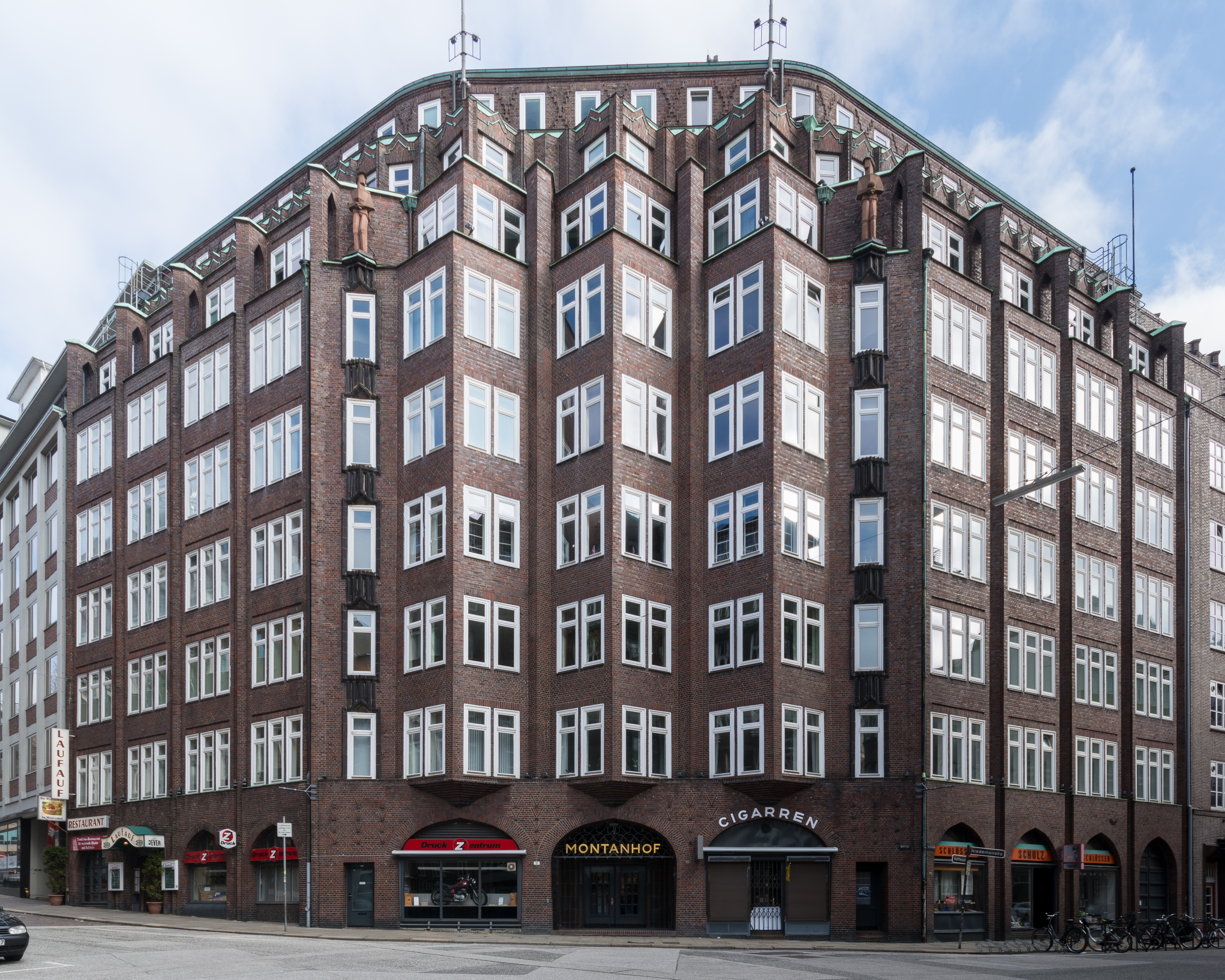
Montanhof
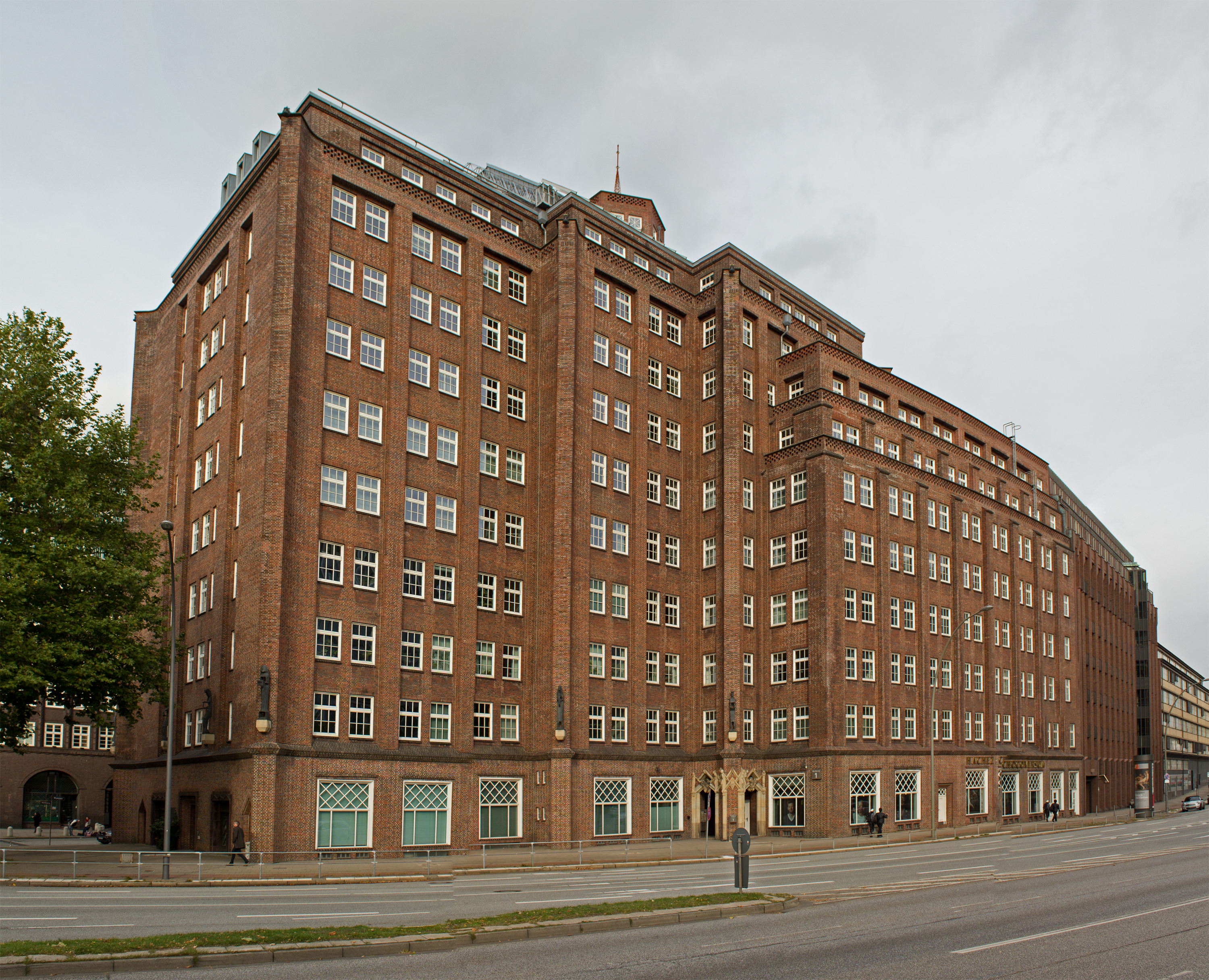
Messberghof
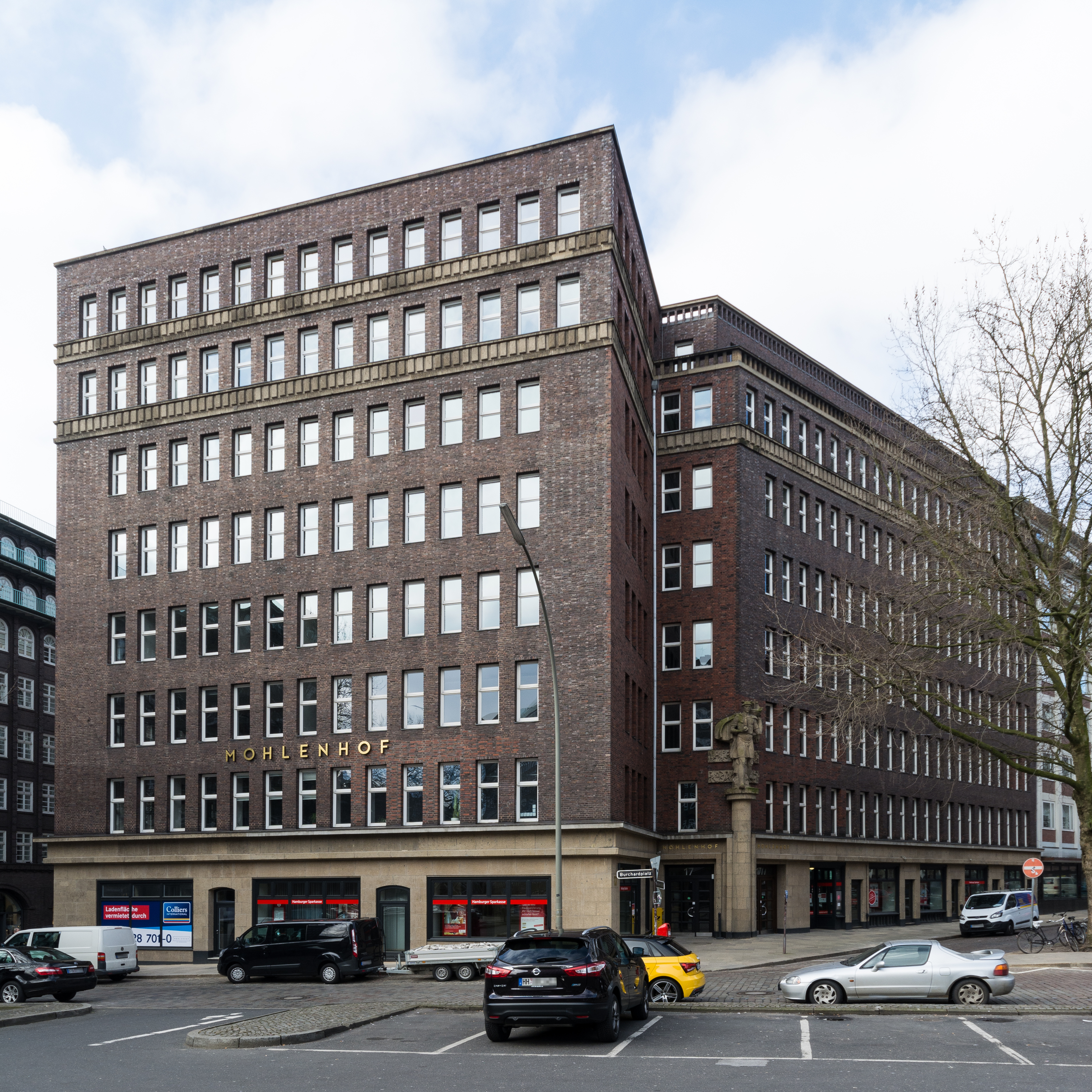
Möhlenhof
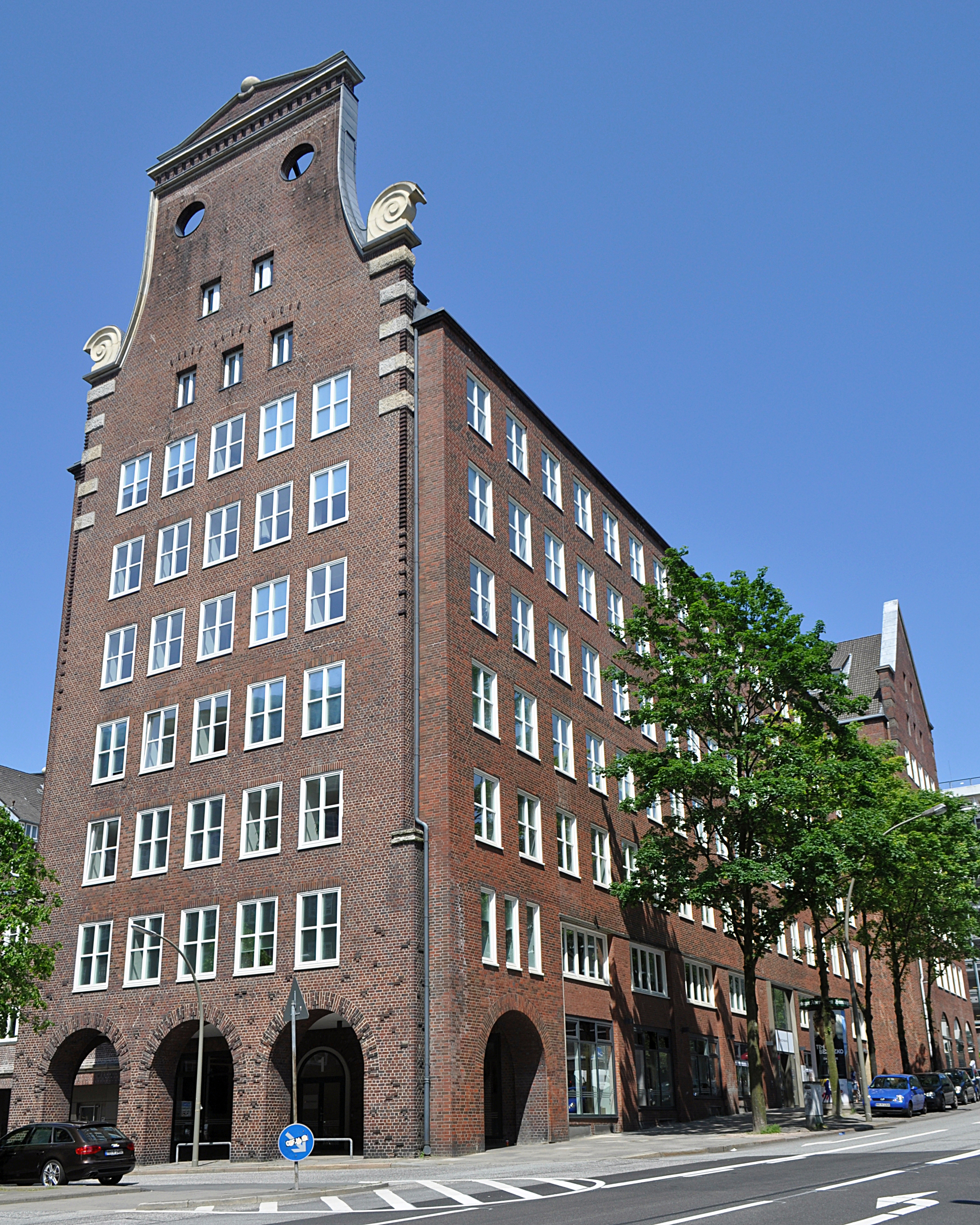
Bartholomayhaus
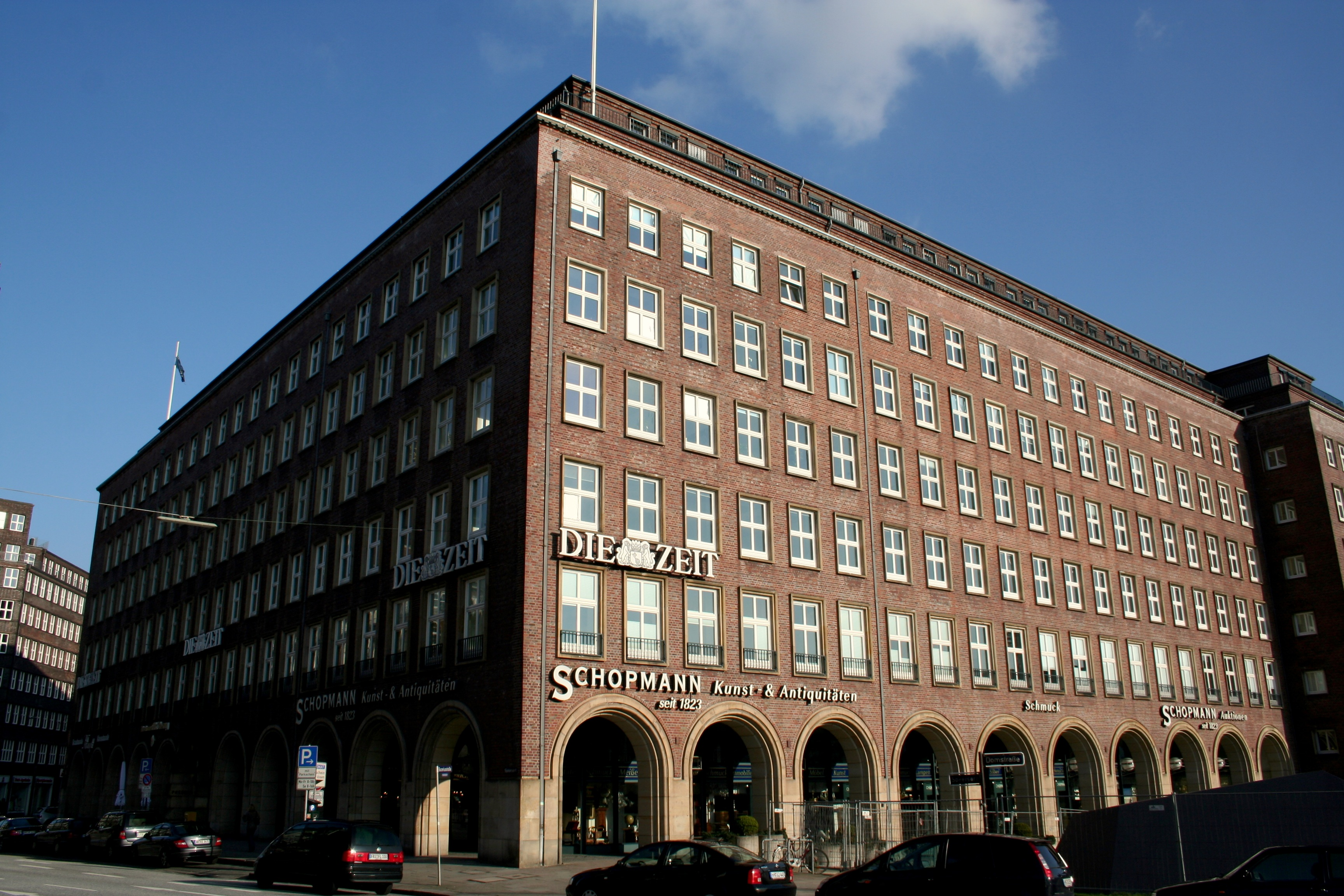
Casa Helmut-Schmidt
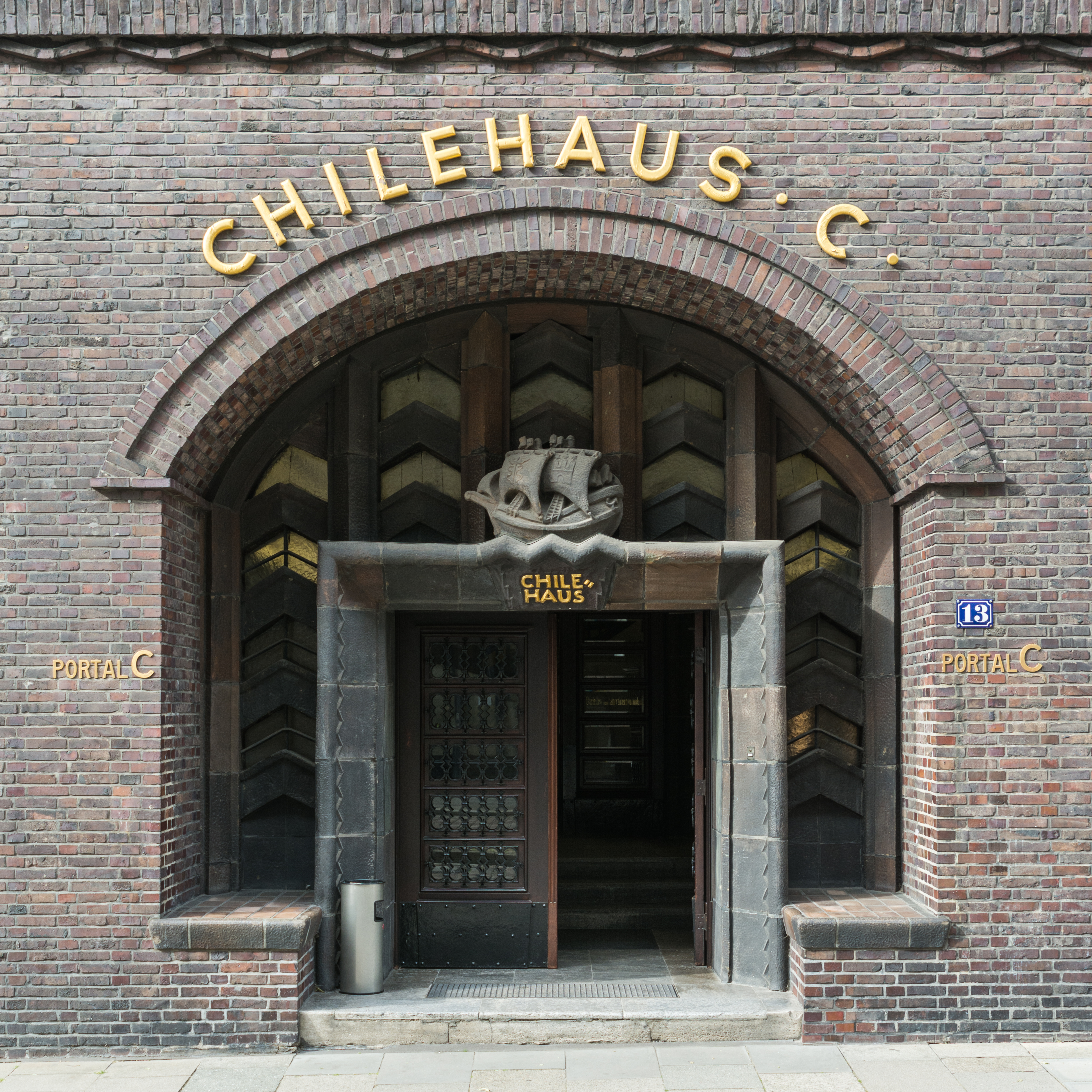
Detalle de Chilehaus
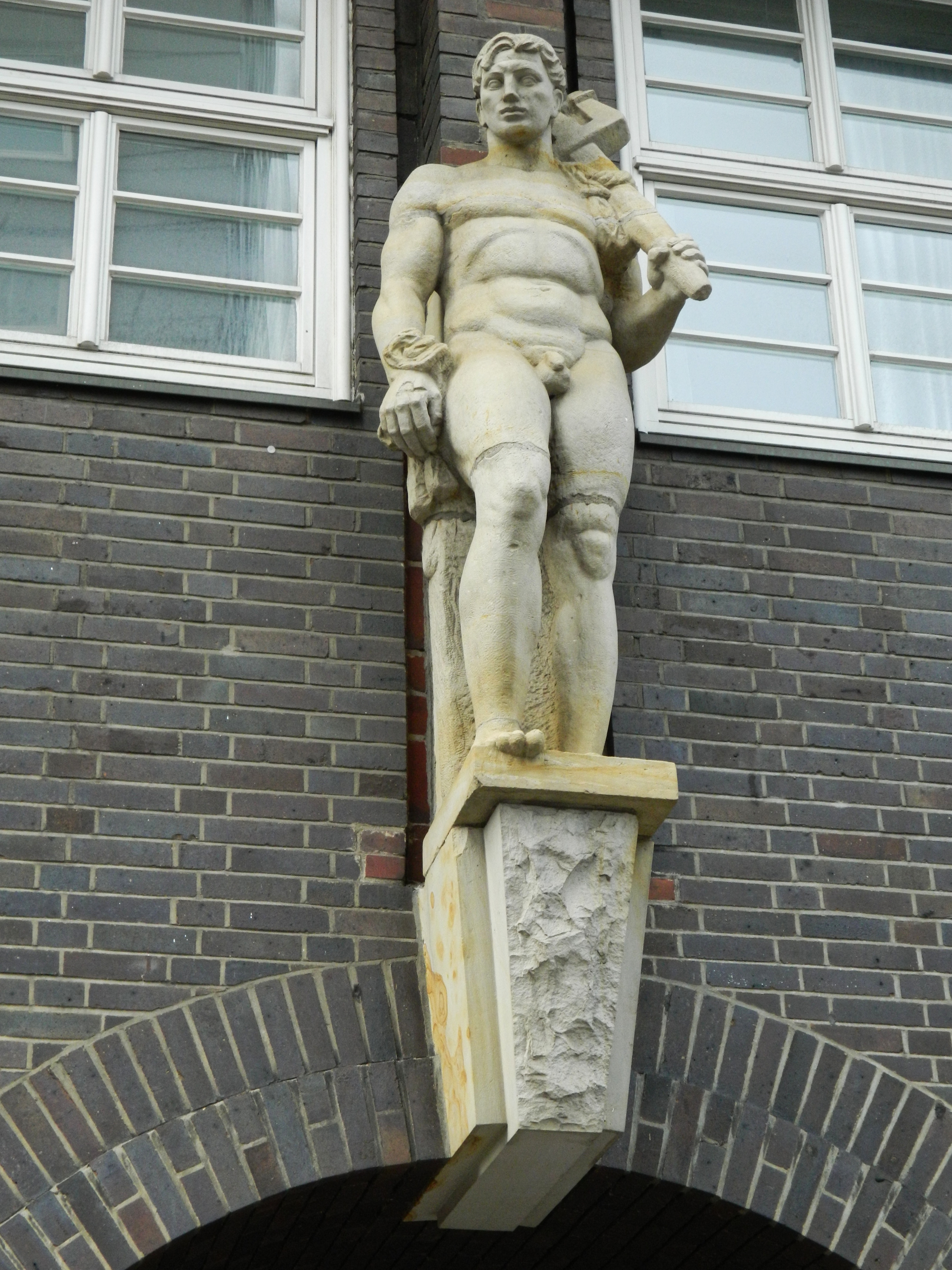
Detalle de Sprinkenhof
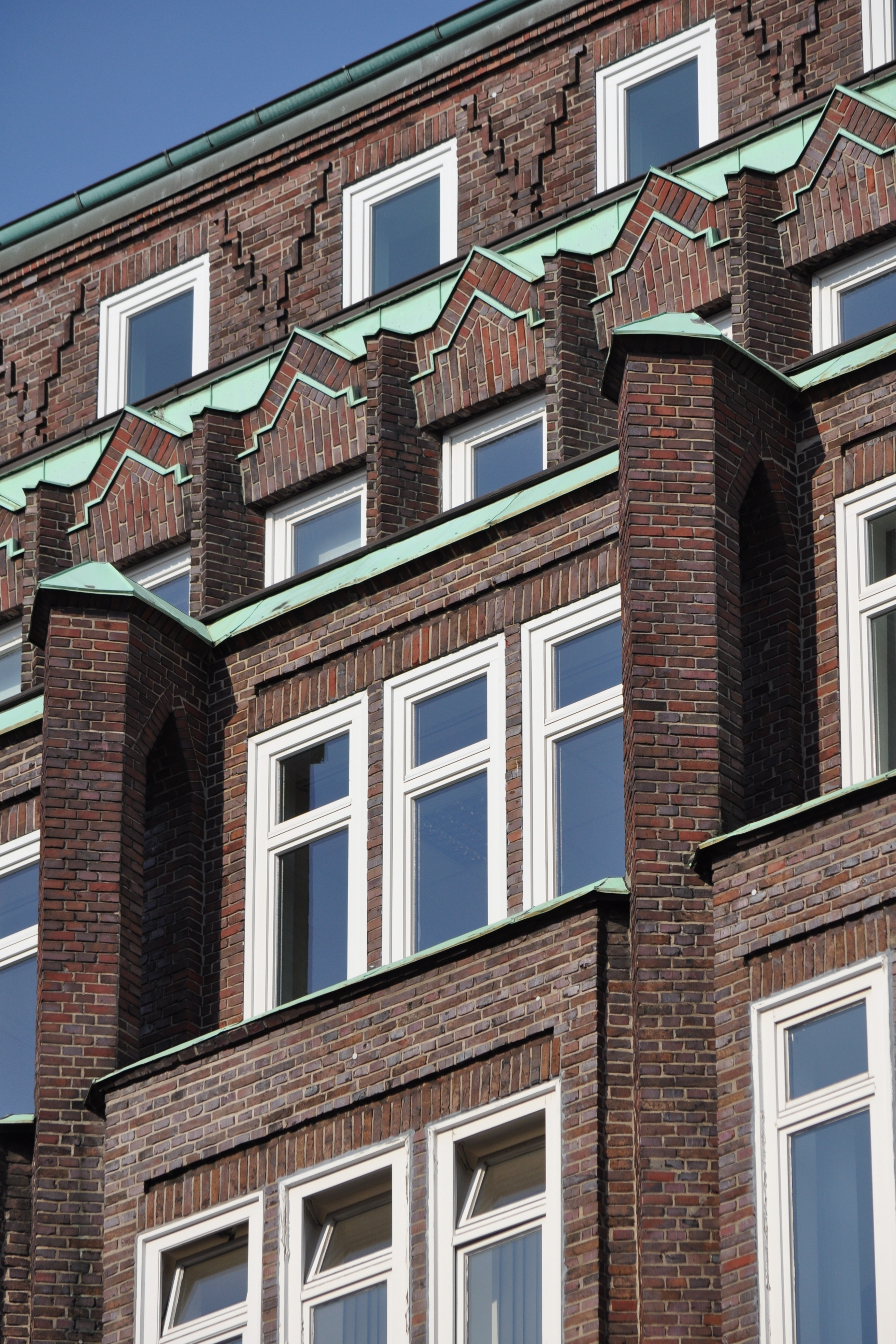
Detalle de Montanhof

## Edificios catalogados y Patrimonio de la Humanidad de la UNESCO
La mayoría de los edificios del Kontohausviertel están catalogados. En la 39.ª reunión del Comité del Patrimonio Mundial de la UNESCO, celebrada en Bonn el 5 de julio de 2015, el Kontorhausviertel y la Speicherstadt se incluyeron en la lista del Patrimonio Mundial.

## Literatura
- Ralf Lange: Das Hamburger Kontorhaus: Architektur Geschichte Denkmal (Hamburger Kontor Houses: Architecture History Monument). Dölling und Galitz, Hamburgo 2015 (en alemán)
- Hermann Hipp, Hans Meyer-Veden: Hamburger Kontorhäuser. (Hamburguesa Kontor Houses) Ernst, Berlín 1988,ISBN 3-433-02043-4 (en alemán)
- Rita Bake : Verschiedene Welten I. 45 historische Stationen durch das Kontorhausviertel (Diferentes mundos I. 45 estaciones históricas a través del distrito Kontorhaus). Landeszentrale für politische Bildung (Agencia para la Educación Cívica), Hamburgo, 2010 (en alemán)